# Flexão nórdica
A flexão nórdica, em inglês nordic curl  ou nordic hamstring, é um exercício físico cujo objetivo é treinar os músculos isquiossurais.

## Execução
Na posição inicial, o praticante encontra-se ajoelhado, com os tornozelos fixos por um parceiro ou equipamento específico. A partir desta postura o executante leva seu tronco à frente, controlando a descida até chegar com o tronco próximo ao solo e daí voltar à posição inicial. Tal retorno pode ser efetuado com a ajuda de um impulso com os membros superiores. Pode-se tornar o exercício mais fácil através do auxílio de uma faixa elástica ou uma barra para apoio. Para acrescentar intensidade, pode-se segurar uma carga com as mãos.